# Magic Johnson
Earvin „Magic“ Johnson Jr. (* 14. August 1959 in Lansing, Michigan) ist ein ehemaliger US-amerikanischer Basketballspieler. Zusammen mit Larry Bird prägte er die Transformation der NBA in den 1980er Jahren. Der 2,06 Meter große Johnson spielte aufgrund seiner außergewöhnlichen Passfähigkeiten hauptsächlich als Point Guard, obwohl diese Position normalerweise mit kleineren Spielern besetzt wird.
Nach Titelgewinnen in Highschool und College wurde Johnson im NBA-Draft 1979 von den Los Angeles Lakers an erster Stelle ausgewählt. Bereits in seiner ersten Saison gewann er mit den Lakers den Meistertitel und wurde zum wertvollsten Spieler der Finalserie gewählt (NBA Finals MVP Award). Vier weitere Titel mit Los Angeles folgten in den 1980er Jahren; insgesamt neunmal erreichte er mit dem Team die NBA-Finals. Im Jahr 1991 trat Johnson unvermittelt vom Profisport zurück, als bei ihm HIV diagnostiziert wurde. Beim All-Star Game 1992, in dem er als bester Spieler ausgezeichnet wurde, gab er sein Comeback bekannt und gewann im Sommer mit dem Dream Team, das seine Gegner nach Belieben dominierte, Gold bei den Olympischen Spielen 1992 in Barcelona. Nach Protesten anderer Spieler brach Johnson seine Saisonvorbereitung für die Spielzeit 1992/93 ab, in der er wieder in den regulären Spielbetrieb hatte einsteigen wollen. Vier Jahre später kehrte er noch einmal in die Liga zurück und absolvierte 32 Spiele für die Lakers.
Johnson gewann dreimal die Auszeichnung als bester Spieler der Saison (NBA MVP Award), nahm zwölfmal am All-Star Game teil und wurde zehnmal in Serie ins All-NBA Team berufen, dabei neunmal in das erste Team. Viermal gelangen ihm die meisten Assists aller Spieler in der regulären Saison, mit durchschnittlich 11,2 Assists pro Spiel führt er bei den Assists die ewige Bestenliste der Liga an. Im Jahr 1996 wurde Johnson als einer der 50 besten Spieler in der Geschichte der NBA ausgezeichnet und 2002 in die Naismith Memorial Basketball Hall of Fame aufgenommen. Der Sportsender ESPN kürte ihn 2007 zum besten Point Guard aller Zeiten. Seine Freundschaft und Rivalität mit Larry Bird, auf den er zum ersten Mal im 1979er NCAA-Division-I-Basketball-Championship-Finale und später unter anderem dreimal in den NBA-Finals traf, prägte maßgeblich den Basketball der achtziger Jahre. Seit seinem Rücktritt vom aktiven Sport engagiert sich Johnson unter anderem für die Vorbeugung gegen HIV/AIDS und wirbt für Safer Sex.

## Amateurkarriere

### Kindheit und Jugend
Earvin Johnson Jr. wurde als sechstes von zehn Kindern in Lansing, der Hauptstadt des Bundesstaats Michigan, geboren. Sein Vater Earvin Sr. war Fließbandarbeiter bei General Motors und Christine, seine Mutter, arbeitete als Aufseherin in einer Schule. Johnson wuchs in Lansing auf und begann sich als kleiner Junge für Basketball zu begeistern. Er trainierte „den ganzen Tag“ und verehrte Spieler wie Earl Monroe und Marques Haynes.:14
In einem Highschool-Spiel erzielte Johnson im Alter von 15 Jahren ein „triple-double“ mit 36 Punkten, 18 Rebounds und 16 Assists. Von Fred Stabley Jr., einem Sportjournalisten der Lokalzeitung Lansing State Journal, wurde er daraufhin mit dem Spitznamen „Magic“ bedacht. In seinem Senior-Jahr führte Johnson das Schulteam mit durchschnittlich 28,8 Punkten und 16,8 Rebounds pro Spiel zu einer Saisonbilanz von 27 Siegen bei nur einer Niederlage und damit zum Gewinn der Schulmeisterschaft Michigans.

### Michigan State University
Johnson wurde von mehreren namhaften Colleges umworben, unter anderem von der Indiana University und der UCLA, wollte aber gern in der Nähe der Heimat bleiben.:45 Zunächst favorisierte er die University of Michigan, entschied sich dann aber für die Michigan State University in East Lansing, nachdem ihm der Basketballcoach die Point-Guard-Position zugesichert hatte.:48
Johnson strebte nicht von vornherein eine Karriere als Profisportler an, sondern konzentrierte sich auf sein Studium der Kommunikationswissenschaft mit dem Ziel, Fernsehkommentator zu werden. An der Seite der späteren NBA-Spieler Greg Kelser und Jay Vincent erzielte Johnson in seiner ersten Saison pro Spiel im Durchschnitt 17,0 Punkte, 7,9 Rebounds und 7,4 Assists. Die Spartans gewannen den Titel in der Big Ten Conference und stießen bis ins Viertelfinale des Turniers auf Bundesebene vor, wo sie dem späteren Meister Kentucky Wildcats knapp unterlagen.
In der folgenden Saison qualifizierte sich Michigan State erneut für die Endrunde und erreichte diesmal das Finale der NCAA Division I Basketball Championship, wo es dem Team der Indiana State University um Larry Bird gegenüberstand. Im meistgesehenen Spiel in der Geschichte des College-Basketballs gewann Michigan State mit 75:64, und Johnson wurde zum besten Spieler des Final-Four-Turniers gewählt. Nach zwei Jahren College, in denen er im Durchschnitt 17,1 Punkte, 7,6 Rebounds und 7,9 Assists erreicht hatte, verließ Johnson das College und meldete sich zum NBA-Draft 1979 an.

## NBA-Karriere

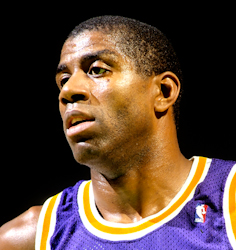
Johnson war in seiner gesamten Profikarriere ausschließlich für die L.A. Lakers aktiv

### Rookie-Saison (1979–1980)
Johnson wurde an erster Stelle des 1979er Drafts von den Los Angeles Lakers, die eben diesen Draft-Pick in einem früheren Trade von den Utah Jazz erhalten hatten, ausgewählt. Er schrieb später in seiner Autobiographie, das „Aufregendste“ („most amazing“) an seiner Verpflichtung durch die Lakers sei es gewesen, dass er an der Seite Kareem Abdul-Jabbars spielen konnte.:113 Der 2,18 m große Abdul-Jabbar spielte auf der Position des Center und hielt später den Rekord für die meisten gesammelten Punkte aller NBA-Spieler bis ins Jahr 2023. Trotz Abdul-Jabbars Spielstärke hatten die Lakers mit ihm noch keine Meisterschaft gewonnen und setzten nun auf Johnsons Unterstützung, um dieses Ziel zu erreichen. Johnson erzielte in dieser Saison im Durchschnitt 18,0 Punkte, 7,7 Rebounds und 7,3 Assists pro Spiel und wurde für das NBA All-Rookie Team ausgewählt sowie in die Startaufstellung im NBA All-Star Game gewählt. Die Auszeichnung für den besten Neuling der Saison (NBA Rookie of the Year Award) ging an seinen Rivalen Bird, der von den Boston Celtics verpflichtet worden war.
Die Lakers beendeten die reguläre Saison mit einer Bilanz von 60:22 Spielen und erreichten die Finals, wo sie den von Forward Julius Erving angeführten Philadelphia 76ers gegenüberstanden. Nach fünf Spielen führten die Lakers in der Finalserie mit 3:2. Allerdings hatte sich Abdul-Jabbar, der in der Serie bis dahin durchschnittlich 33 Punkte pro Spiel erzielt hatte, in Spiel 5 den Fuß verstaucht und fiel damit in Spiel 6 aus. Trainer Paul Westhead entschied sich, das Spiel mit Johnson auf der Center-Position zu beginnen; zeitweilig auch als Guard und als Forward spielend, gelangen Johnson beim 123:107-Sieg 42 Punkte, 15 Rebounds, 7 Assists und 3 Steals. Danach wurde Johnson als bis heute einziger Spieler in seiner Rookie-Saison als bester Spieler der Finalserie ausgezeichnet (NBA Finals MVP). Seine unter großem Druck vollbrachte Leistung in diesem Spiel wird als eine der besten in der Geschichte der NBA angesehen. Außerdem wurde er zu einem von vier Spielern, die ein Jahr nach dem College-Titel gleich in ihrer ersten Saison auch in der NBA den Titel gewannen.

### Wechselhafte Jahre (1980–1983)
Anfang der Saison 1980/81 zog sich Johnson einen Meniskusriss im linken Knie zu, durch den er insgesamt 45 Spiele verpasste. In seiner Autobiographie schrieb er später, während seiner Reha-Zeit sei er so niedergeschlagen („most down“) gewesen wie nie zuvor. Rechtzeitig zu den Playoffs kehrte er in die Mannschaft zurück, für die sich die Lakers mit einer Bilanz von 54:28 qualifizierten.
Das Team spielte gegen die Houston Rockets, die sich mit einer Bilanz von 40:42 für die Playoffs qualifiziert hatten. Überraschend setzte sich Houston mit 2:1 durch; dabei vergab Johnson in Spiel 3 kurz vor Schluss die Chance zum Sieg. Nach der Saison unterschrieb Johnson einen Vertrag über 25 Jahre, der ihm, beginnend im Jahr 1984, pro Jahr eine Million Dollar zusicherte. Dies war zu diesem Zeitpunkt sowohl der am längsten laufende als auch der höchstdotierte Vertrag eines Sportlers überhaupt.
Am Anfang der Saison 1981/82 hatte Johnson einen Streit mit Trainer Paul Westhead, dessen Training und Taktik das Team seiner Ansicht nach zu „langsam“ und „leicht ausrechenbar“ machte.:141 Als er wechseln wollte, feuerte Jerry Buss, der Besitzer der Lakers, den Trainer und ersetzte ihn durch den Co-Trainer Pat Riley. Johnson bestritt es, für die Entlassung verantwortlich zu sein,:143 wurde aber trotzdem von vielen Fans ausgepfiffen, auch von Fans der Lakers. Trotz der Kontroversen war er auf dem Spielfeld erfolgreich: Im Durchschnitt gelangen ihm 18,6 Punkte, 9,6 Rebounds, 9,5 Assists sowie 2,7 Steals (Ligaspitze) pro Spiel und Johnson wurde in das All-NBA Second Team gewählt. Darüber hinaus erreichte er als dritter Spieler nach Wilt Chamberlain und Oscar Robertson 700 Punkte, 700 Rebounds und 700 Assists in einer Saison. Die Lakers zogen zum zweiten Mal innerhalb dreier Jahre ins NBA-Finale ein, wo sie den Philadelphia 76ers gegenüberstanden. Mit einem Triple-Double von Johnson gewann Los Angeles Spiel 6 und damit die Serie mit 4:2. Johnson wurde zum zweiten Mal als wertvollster Spieler des NBA-Finales ausgezeichnet (NBA Finals MVP Award). In der Finalserie gegen die 76ers erzielte er im Schnitt 16,2 Punkte bei einer Wurfquote von 53 %, 10,8 Rebounds, 8,0 Assists sowie 2,5 Steals pro Spiel. In seiner Autobiographie äußerte er später, die Lakers seien in dieser Saison zu einer Spitzenmannschaft avanciert, und schrieb diesen Erfolg Trainer Riley zu.:148, 149
In der Saison 1982/1983 gelangen Johnson durchschnittlich 16,8 Punkte, 10,5 Assists und 8,6 Rebounds und Johnson wurde ins All-NBA First Team berufen. Zum dritten Mal innerhalb von vier Jahren erreichten die Lakers in dieser Saison das NBA-Finale, wo sie wie schon bei beiden vorangegangenen Finalteilnahmen erneut auf die Sixers trafen. Sowohl 1980 als auch 1982 hatte Los Angeles das Finale für sich entschieden und war daher für Philadelphia zum Angstgegner geworden. 1983 jedoch waren Johnsons Teamgefährten Norm Nixon, James Worthy und Bob McAdoo von Verletzungen gehandicapt, und Philadelphia gewann die Serie klar mit 4:0 Spielen. Johnson beendete die Serie mit durchschnittlich 19,0 Punkten (bei einer Wurfquote von 40,3 %), 12,5 Assists und 7,8 Rebounds.

### Durch die Duelle mit den Celtics geprägte Jahre (1983–1987)

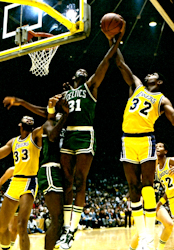
Johnson (rechts) während der NBA Finals 1985

In seiner fünften Saison erreichte Johnson im Schnitt 17,6 Punkte, 13,1 Assists sowie 7,3 Rebounds pro Spiel. In der mittlerweile dritten Saison in Folge gelangten die Lakers bis ins Finale, wo sie erstmals den von Larry Bird angeführten Boston Celtics gegenüberstanden. Das erste Spiel gewannen die Lakers. Im zweiten Spiel führten sie 18 Sekunden vor Schluss mit zwei Punkten Vorsprung, jedoch glichen die Celtics durch einen Korbleger von Gerald Henderson aus. Johnson kam nicht mehr zum Wurf, und nach Verlängerung gewann Boston mit 124:121. In Spiel 3 führte Johnson die Lakers mit 21 Assists zu einem 137:104-Sieg, machte dafür in Spiel 4 gegen Ende erneut einige entscheidende Fehler. So verlor er in der letzten Spielminute den Ball an Robert Parish, den Center der Celtics; außerdem vergab er zwei Freiwürfe, die unter Umständen den Sieg bedeutet hätten. Nach Verlängerung entschieden die Celtics das Spiel für sich und glichen damit die Serie zum 2:2 aus. Spiel 5 gewannen erneut die Celtics, Spiel 6 aber wieder die Lakers. Im letzten Spiel lagen die Lakers in der Schlussminute mit drei Punkten zurück, als Dennis Johnson, der gegnerische Point Guard, Johnson den Ball abnahm. Die Chance auf den Ausgleich war damit vergeben und das Spiel entschieden. Im Schnitt gelangen Johnson in den sieben Spielen 18,0 Punkte (bei einer Wurfquote von 56 %), 13,6 Assists und 7,7 Rebounds. Johnson beschrieb das 1984er Finale später als „denjenigen Titel, den wir verdient gehabt hätten, aber nicht bekommen haben.“:196
In der Saison 1984/85 erzielte Johnson im Schnitt 18,3 Punkte, 12,6 Assists und 6,2 Rebounds pro Spiel und führte die Lakers erneut ins Finale, wiederum gegen die Celtics. Dort erwischten sie einen schwachen Start: Im ersten Spiel ließen die Lakers 148 Punkte der Celtics zu – eine neue Rekordpunktzahl für Finalspiele – und verloren mit 34 Punkten Differenz. Angeführt von Johnson und Abdul-Jabbar steigerte sich das Team. Der mittlerweile 38-jährige Abdul-Jabbar erreichte im zweiten Spiel 30 Punkte und 17 Rebounds und steuerte im fünften Spiel 36 Punkte zum Sieg und damit zur 3:2-Führung bei. Johnson beendete die Serie mit einem Schnitt von 18,3 Punkten (bei einer Wurfquote von 49,4 %), 14,0 Assists und 6,8 Rebounds. Nach dem 4:2-Sieg über die Celtics bezeichneten sowohl Abdul-Jabbar als auch Johnson den Titelgewinn als den Höhepunkt ihrer Karriere.:199
Zum zweiten Mal nach der Saison 1983/84 erreichte Johnson in der Saison 1985/86 im Schnitt mit 18,6 Punkten, 12,6 Assists und 5,9 Rebounds pro Spiel ein Double-Double. Die Lakers stießen bis in die Western Conference Finals vor, unterlagen dort aber den Houston Rockets und verpassten damit zum ersten Mal seit der Spielzeit 1980/81 das NBA-Finale. In der darauffolgenden Saison stellte Johnson mit durchschnittlich 23,9 Punkten eine Karrierebestmarke auf, dazu kamen 12,2 Assists und 6,3 Rebounds pro Spiel. Seine Leistungen brachten ihm zum ersten Mal den Titel als bester Spieler der regular season (Most Valuable Player, MVP) ein. In den Finals trafen die Lakers zum dritten Mal auf die Celtics. Dabei versenkte Johnson in Spiel 4 über die Hände von Robert Parish und Kevin McHale hinweg in letzter Sekunde einen Hakenwurf (hook shot). Der Wurf entschied das Spiel mit 107:106 zugunsten der Lakers, und Johnson taufte ihn (bezugnehmend auf die berühmten „sky hooks“ seines Teamgefährten Abdul-Jabbar) seinen „junior, junior, junior sky-hook“. Los Angeles gewann die Spielserie mit 4:2, und mit durchschnittlich 26,2 Punkten (bei einer Wurfquote von 54,1 %), 13,0 Assists, 8,0 Rebounds und 2,3 Steals wurde Johnson zum dritten Mal zum wertvollsten Spieler der Finals gekürt.

### Titelverteidigung und verlorene Finals (1987–1991)
Bei der Meisterfeier versprach Trainer Pat Riley für die Spielzeit 1987/88 die Verteidigung des Titels, obwohl dies seit 1969 keinem Team mehr gelungen war. Johnson spielte erneut eine sehr gute Saison mit 19,6 Punkten, 11,9 Assists und 6,2 Rebounds pro Spiel. In den Playoffs erkämpften sich die Lakers sowohl gegen die Utah Jazz als auch gegen die Dallas Mavericks einen 4:3-Sieg. Auch im NBA-Finale mussten sie über sieben Spiele gehen; gegen die aufgrund ihres körperbetonten Spiels auch als „Bad Boys“ bezeichneten Detroit Pistons stand es nach sechs Spielen 3:3. In Spiel 7 erreichte James Worthy, der nach der Serie als MVP der Finals ausgezeichnete Forward der Lakers, mit 36 Punkten, 16 Rebounds und 10 Assists das erste triple-double seiner Karriere und führte sein Team zu einem 108:105-Sieg. Auch Johnson trug mit durchschnittlich 21,1 Punkten (bei einer Wurfquote von 55 %), 13,0 Assists und 5,7 Rebounds erheblich zum Finalsieg bei.
Johnsons 22,5 Punkte, 12,8 Assists und 7,9 Rebounds pro Spiel brachten ihm in der Saison 1988/89 seinen zweiten MVP-Titel ein. Die Lakers qualifizierten sich wieder für das NBA-Finale, erneut gegen die Detroit Pistons. Nachdem sich Johnson in Spiel 2 verletzt hatte, waren die Lakers ohne Chance und verloren die Serie glatt mit 0:4.
Die Spielzeit 1989/90 war die erste Saison ohne Abdul-Jabbar, der seine Karriere beendet hatte. Johnson erreichte im Schnitt 22,3 Punkte, 11,5 Assists und 6,6 Rebounds und wurde zum dritten Mal als bester Spieler der Saison ausgezeichnet. Durch ihre Niederlage in den Western Conference Semifinals gegen die Phoenix Suns schieden die Lakers allerdings so früh in den Playoffs aus wie seit neun Jahren nicht mehr. In der Saison 1990/91 gelangen Johnson im Schnitt 19,4 Punkte, 12,5 Assists und 7,0 Rebounds pro Spiel. Ein weiteres Mal erreichten die Lakers das NBA-Finale, wo sie den von Michael Jordan angeführten Chicago Bulls gegenüberstanden. Die Finalserie wurde zum großen Duell zwischen Johnson und Jordan stilisiert, der als bester Spieler seiner Generation angesehen wird. Jedoch verteidigte die meiste Zeit Forward Scottie Pippen gegen Johnson. Trotz zweier Triple-Doubles von Johnson führte Jordan, der auch als Finals MVP ausgezeichnet wurde, die Bulls zu einem 4:1-Sieg. In seinem letzten NBA-Finale erzielte Johnson im Schnitt 18,6 Punkte (Wurfquote: 43,1 %), 12,4 Assists und 8,0 Rebounds.

### HIV-Infektion und Olympische Spiele (1991–1992)
Bei einer Routineuntersuchung vor der Saison 1991/92 wurde Johnson positiv auf HIV getestet. In einer Pressekonferenz am 7. November 1991 gab Johnson daraufhin sein sofortiges Karriereende bekannt. Außerdem erklärte er, seine Frau Cookie und ihr ungeborenes Kind hätten kein HIV, und dass er sich dem „Kampf gegen diese tödliche Krankheit“ widmen werde. Zunächst bestritt Johnson zu wissen, wie er sich die Krankheit zugezogen habe, begann aber später von seinen sexuellen Eskapaden mit Frauen zu berichten, um als warnendes Beispiel zu dienen. In der öffentlichen Wahrnehmung zu dieser Zeit schienen sich nur wenige HIV-Infizierte bei heterosexuellem Geschlechtsverkehr damit angesteckt zu haben,:225 sodass trotz Johnsons Dementis Gerüchte kursierten, er sei homo- oder bisexuell.:225 Die Bekanntgabe seines Karriereendes aufgrund der HIV-Infektion zog viel Aufmerksamkeit auf sich und bestimmte die Schlagzeilen. In einer Auflistung der unvergesslichsten Momente der letzten 25 Jahre, die der Sportsender ESPN im Jahr 2004 erstellte, wurde Johnsons Pressekonferenz auf Rang sieben gesetzt. Viele Artikel lobten Johnson als Helden, und US-Präsident George H. W. Bush erklärte: „Für mich ist Magic ein Held; ein Held für alle, die Sport lieben“.
Obwohl er seine Karriere beendet hatte, wurde Johnson von Fans in die Startaufstellung für das 1992er NBA All-Star Game gewählt. Seine früheren Teamgefährten Byron Scott und A. C. Green äußerten die Ansicht, er solle nicht antreten. Auch Karl Malone (Forward der Utah Jazz) und mehrere andere aktive Spieler machten sich Sorgen, dass sie im Falle einer offenen Wunde von Johnson infiziert werden könnten. Johnson führte den Westen zu einem 153:113-Sieg und wurde mit 25 Punkten, 9 Assists und 5 Rebounds zum All-Star Game MVP gekürt. In der letzten Sekunde erzielte Johnson noch einen Dreier; anschließend stürmten Spieler beider Teams auf das Spielfeld, um ihm zu gratulieren.
Johnson wurde als Spieler für das US-Basketball-Team bei den Olympischen Spielen 1992 in Barcelona ausgewählt. Das sogenannte „Dream Team“, das schon im Vorfeld mit diesem Spitznamen bedacht worden war, gewann in überlegener Manier Gold. Johnson wurde vom Publikum mit Standing Ovations geehrt, auch wenn er aufgrund von Knieproblemen nur unregelmäßig zum Einsatz kam.

### Nacholympische Zeit, Trainertätigkeit und Comeback
Vor Beginn der Saison 1992/93 gab Johnson seine Rückkehr in die NBA bekannt. Nachdem er entsprechend trainiert und bereits an mehreren pre-season games teilgenommen hatte, machte er die Entscheidung wieder rückgängig. Als Grund gab er die Diskussionen an, die mehrere aktive Spieler ausgelöst hatten, weil sie seine Rückkehr ablehnten. In der folgenden Zeit schrieb Johnson ein Buch über Safer Sex, war verschiedentlich geschäftlich aktiv, arbeitete für NBC als Co-Kommentator und tourte mit einem Team aus früheren Collegespielern und NBA-Spielern durch Asien und Australien. Außerdem erwog er, ein NBA-Team zu kaufen.
In die NBA kehrte Johnson 1994 zurück, als die Lakers die Playoffs zu verpassen drohten. Trainer Randy Pfund wurde entlassen und Johnson für die letzten 16 Spiele der Saison zum Nachfolger bestimmt. Das Team gewann fünf der ersten sechs Spiele unter seiner Leitung, konnte nach den anfänglichen Erfolgen aber kein weiteres für sich entscheiden und verpasste erstmals seit 1976 die Playoffs. Johnson trat als Trainer zurück, und im Juni 1994 erwarb er einen Anteil von 5 % an den Lakers.
In der Saison 1995/96 kehrte der mittlerweile 36 Jahre alte Johnson noch einmal für die letzten 32 Saisonspiele als Spieler zurück. Auf der Power-Forward-Position spielend erreichte er dabei durchschnittlich 14,6 Punkte, 6,9 Assists und 5,7 Rebounds. Nach der Niederlage gegen die Houston Rockets in der ersten Runde der Playoffs beendete er seine Karriere endgültig: „I am going out on my terms, something I couldn't say when I aborted a comeback in 1992.“ („Ich höre zu meinen Bedingungen/auf meinen freiwilligen Beschluss hin auf, davon konnte 1992 bei meinem abgebrochenen Comeback nicht die Rede sein“).
Johnson, anteiliger Mitbesitzer der Lakers, wurde am 21. Februar 2017 zum Präsidenten des Basketball-Geschäfts ernannt. Zuvor wurde der Mitbesitzer der Lakers und Bruder der Präsidentin Jim Buss seines Amtes als Vizepräsident des Basketball-Geschäfts enthoben, ebenso wie Sportdirektor (General Manager) Mitch Kupchak und der Präsident der Öffentlichkeitsarbeit John Black. Johnson war direkt und ausschließlich der Präsidentin Jeannie Buss unterstellt. Am letzten Spieltag der Saison 2018/19 trat er überraschend von seinem Amt zurück.

## Abseits des Spielfeldes

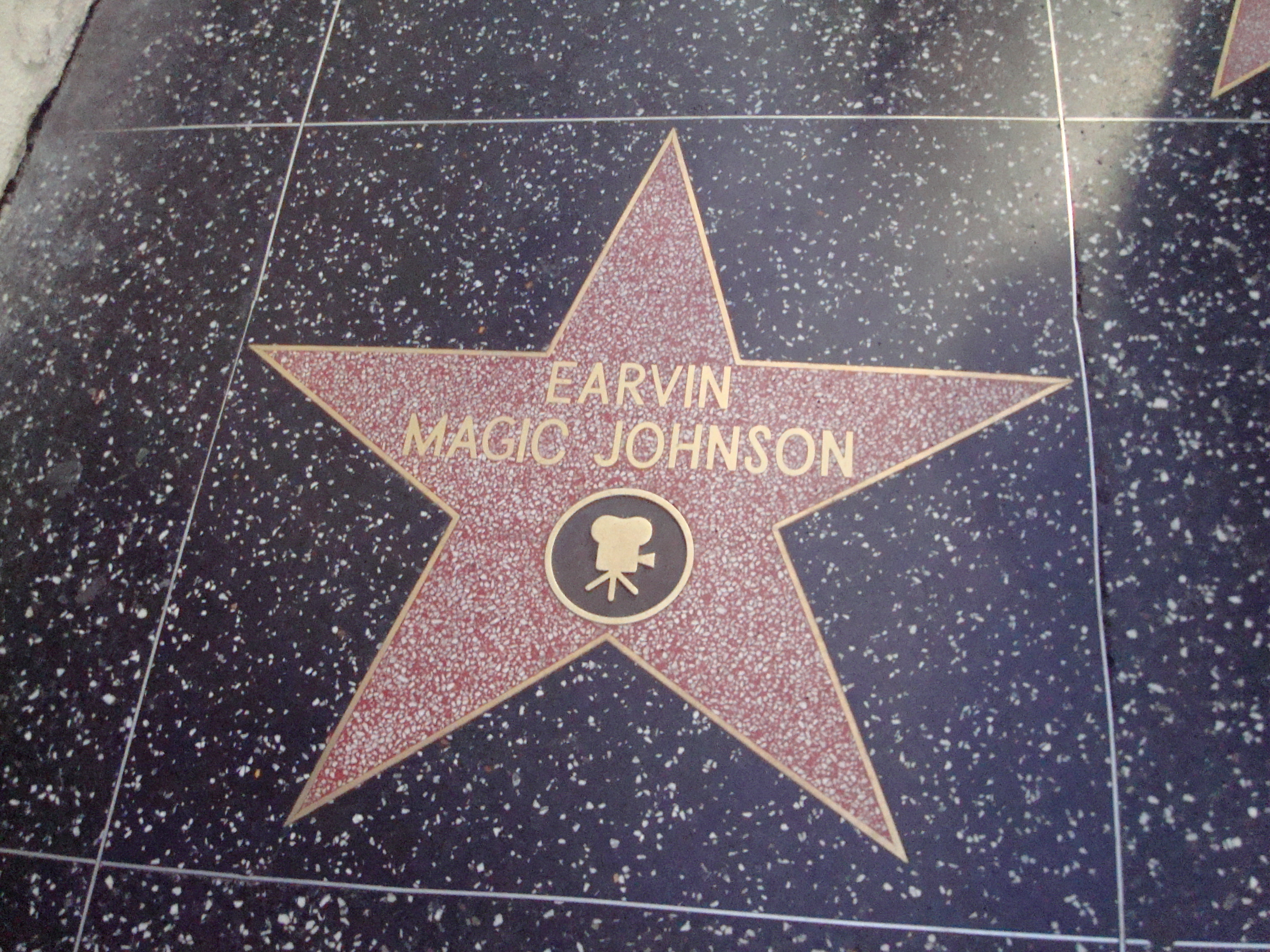
Magic Johnsons Stern auf dem Hollywood Walk of Fame

Sein erstes Kind bekam Johnson 1981 mit Melissa Mitchell. Sie brachte den Sohn Andre Johnson zur Welt. Andre wuchs bei seiner Mutter auf, besuchte Johnson aber jeden Sommer. Als Marketing director war Andre Johnson mit Stand Oktober 2005 bei Magic Johnson Enterprises angestellt. Im Jahr 1991 heiratete Johnson Earlitha „Cookie“ Kelly, mit der er einen Sohn hat, Earvin III; im Jahr 1995 adoptierte das Paar eine Tochter, Elisa.
Im Jahr 1998 moderierte Johnson auf Fox eine Talkshow namens The Magic Hour, die aufgrund niedriger Einschaltquoten nach zwei Monaten wieder eingestellt wurde. Johnson leitet das Unternehmen Magic Johnson Enterprises, dessen Wert auf 700 Millionen Dollar geschätzt wird (Stand: 2005). Die Gesellschaft betreibt unter anderem Kinos, Starbucks-Läden und Burger-King-Filialen, außerdem organisiert sie Johnsons Auftritte als Motivationsredner. Johnson ist Anhänger der Demokraten; beim Wahlkampf 2005 um den Gouverneursposten in Kalifornien unterstützte er Phil Angelides, und 2008 Hillary Clinton bei ihrer Bewerbung als demokratische Präsidentschaftskandidatin. Sieben Jahre arbeitete er als Kommentator für TNT und wechselte 2008 zu ESPN, wo er als Studioexperte in der Sendung NBA Countdown tätig ist.

### Engagement in der HIV-Prävention

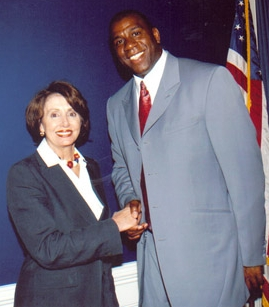
Johnson traf sich 2003 mit Nancy Pelosi (Vorsitzende des US-Repräsentantenhauses), um über staatliche Unterstützung für AIDS-Kranke zu sprechen.

Nach Bekanntgabe seiner HIV-Infektion und seinem Rücktritt gründete Johnson noch 1991 die Magic Johnson Foundation, um die Bekämpfung von HIV zu unterstützen; später dehnte er das Tätigkeitsfeld der Stiftung auf andere gemeinnützige Bereiche aus. Im Jahr 1992 trat er der National Commission on Aids bei. Allerdings verließ er sie nach acht Monaten wieder und erklärte, die Kommission tue zu wenig, um die Krankheit zu bekämpfen. Bei der UN-Konferenz zum Welt-Aids-Tag 1999 hielt Johnson die Keynote, außerdem engagierte er sich als UN-Friedensbotschafter.
HIV wurde im Allgemeinen verbunden mit Drogenabhängigen und Homosexuellen. Daher bemühte sich Johnson darum, mit seinen Kampagnen darauf aufmerksam zu machen, dass das Risiko einer Infektion nicht auf diese beiden Gruppen beschränkt ist. Neben der Aufklärung über die Krankheit selbst widmete er sich der Sensibilisierung nicht direkt Betroffener und wandte sich gegen die Diskriminierung HIV-Infizierter und Aids-Erkrankter. Im Jahr 1992 schrieb er Unsafe Sex in the Age of AIDS, ein Buch über Safer Sex; vier Jahre später kam eine aktualisierte Auflage unter dem Titel What You Can Do to Avoid AIDS heraus.

## Karriereerfolge und Spielweise

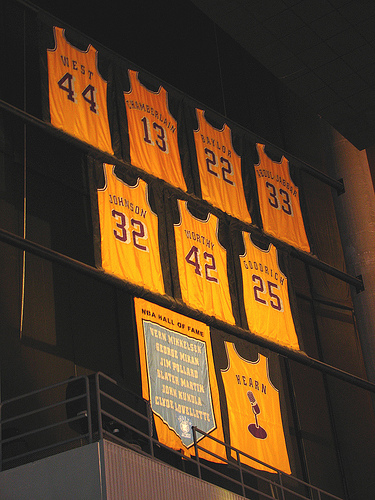
Johnsons Trikot mit der 32 wurde in Los Angeles feierlich unter dem Hallendach aufgehängt, die Rückennummer wird zu seinen Ehren nicht mehr vergeben.

Seit 2004 erinnert eine Statue vor dem Staples Center (Heimspielstätte der Lakers) an Johnson.

Johnson prägte einen temporeichen Spielstil der Lakers, der Showtime genannt wurde. Er wird beschrieben als ein Mix von „No-Look-Pässen im Fast Break, präzise aufgelegten Alley oops von der Spielfeldmitte aus, Pässen aus der Drehung heraus und schnellen Pässen unter dem Korb, umringt von Gegenspielern.“ Sein Teamgefährte, Guard Michael Cooper erklärte: „There have been times when [Johnson] has thrown passes and I wasn't sure where he was going. Then one of our guys catches the ball and scores, and I run back up the floor convinced that he must've thrown it through somebody.“ („Manchmal spielte Johnson den Ball ab und ich war nicht sicher, wohin er gehen sollte. Dann fing einer unserer Jungs den Ball und punktete, und ich rannte verdutzt zurück in die eigene Hälfte, überzeugt davon, er müsse durch jemanden hindurch geworfen haben.“) Für seine Größe von 2,06 m war es außergewöhnlich, dass Johnson auf der Point-Guard-Position und nicht Frontcourt spielte. Er vereinte in sich die Größe eines Power Forwards, das für einen Swingman (Small Forward und Shooting Guard) wichtige Geschick in Eins-gegen-Eins-Situationen und das Ballhandling eines Guards. Dank der vielfältigen Fähigkeiten sammelte Johnson mit 138 die bis dahin zweitmeisten triple-double in der NBA, nur Oscar Robertson vor ihm und Russell Westbrook nach ihm sammelten mehr.
In einer Abstimmung von Journalisten, ehemaligen Spielern, Trainern und Teammanagern, welche die NBA 1996 durchführte, wurde Johnson unter die 50 besten Spieler in der Geschichte der NBA gewählt. Im Jahr 2002 folgte seine Aufnahme in die Naismith Memorial Basketball Hall of Fame. Darüber hinaus setzte ihn ESPN.com 2007 in einer Rangliste der besten Point Guards aller Zeiten auf den ersten Platz.

### Rivalität und Freundschaft mit Larry Bird
Zum ersten Mal trafen Johnson und Bird im Finale der Collegemeisterschaften 1979 aufeinander. Dabei bezwang das von Johnson angeführte Team der Michigan State University die Mannschaft von Indiana State um Larry Bird. In der NBA erreichte die Rivalität ihren Höhepunkt Mitte der 80er, als sich 1984–1987 in drei der vier Saisons Boston und Los Angeles im NBA-Finale gegenüberstanden. Johnson erklärte, die (82 Spiele umfassende) reguläre Saison bestünde für ihn aus 80 normalen Spielen und den zwei Aufeinandertreffen Lakers-Celtics. Ähnlich äußerte sich Bird: Das allererste, was ihn morgens interessiere, seien die neuesten Spielstatistiken von Johnson.
Mehrere Journalisten stellten die These auf, die Rivalität Johnson-Bird sei so attraktiv, weil sie stellvertretend für viele andere Kontraste stehe. Dazu zählten die Rivalität zwischen Lakers und Celtics, die Unterschiede zwischen dem oberflächlichen Glanz in Hollywood („Showtime Lakers“) und der zupackenden Arbeit der Blue-Collar-Arbeiter in Boston/Indiana („Celtic Pride“) sowie die Rivalitäten zwischen Schwarzen und Weißen. Der Wettstreit zog viel Aufmerksamkeit auf sich und wurde damit von großer Bedeutung für die NBA. In den 70er Jahren war das Interesse an der Liga zurückgegangen, die TV-Einschaltquoten sanken. Durch ihre beiden Superstars gewann die NBA eine neue Generation von Fans. Der Sportjournalist Larry Schwartz von ESPN ging sogar so weit zu behaupten, Johnson und Bird hätten die NBA vor dem Bankrott gerettet.
Privat wurden Johnson und Bird trotz der Rivalität auf dem Spielfeld gute Freunde; ironischerweise lernten sie sich erstmals 1984 beim Dreh eines Werbespots näher kennen, in dem sie als Feinde dargestellt wurden. Zu Birds Karriereende beschrieb Johnson ihn bei der Abschiedsfeier als „Freund auf immer“ („friend forever“); bei der feierlichen Aufnahme Johnsons in die Hall of Fame hielt Bird die Laudatio.

## Statistiken und Rekorde
In 905 NBA-Spielen sammelte Johnson 17.707 Punkte, 6.559 Rebounds und 10.141 Assists; pro Spiel bedeutet das im Durchschnitt 19,5 Punkte, 7,2 Rebounds und 11,2 Assists. Johnson hält folgende Einzelrekorde: Meiste Assists in einem Playoff-Spiel (24), meiste Assists in einem Spiel der NBA-Finalserie (21) und meiste Assists in einem All-Star Game (22). Des Weiteren hält er die Rekorde für die meisten Assists bei All-Star Games insgesamt (127) sowie für die meisten Assists in Playoff-Spielen (2.346). Die folgenden Karrierestatistiken sind der Website der NBA entnommen:

### Regular Season
| Saison        | Team               | GP  | GS  | MPG  | FG%   | 3P%   | FT%   | RPG | APG  | SPG | BPG | PPG  |
| ------------- | ------------------ | --- | --- | ---- | ----- | ----- | ----- | --- | ---- | --- | --- | ---- |
| 1979/80       | Los Angeles Lakers | 77  | 72  | 36,3 | 0,530 | 0,226 | 0,810 | 7,7 | 7,3  | 2,4 | 0,5 | 18,0 |
| 1980/81       | Los Angeles Lakers | 37  | 35  | 37,1 | 0,532 | 0,176 | 0,760 | 8,6 | 8,6  | 3,4 | 0,7 | 21,6 |
| 1981/82       | Los Angeles Lakers | 78  | 77  | 38,3 | 0,537 | 0,207 | 0,760 | 9,6 | 9,5  | 2,7 | 0,4 | 18,6 |
| 1982/83       | Los Angeles Lakers | 79  | 79  | 36,8 | 0,548 | 0,000 | 0,800 | 8,6 | 10,5 | 2,2 | 0,6 | 16,8 |
| 1983/84       | Los Angeles Lakers | 67  | 66  | 38,3 | 0,565 | 0,207 | 0,810 | 7,3 | 13,1 | 2,2 | 0,7 | 17,6 |
| 1984/85       | Los Angeles Lakers | 77  | 77  | 36,1 | 0,561 | 0,189 | 0,843 | 6,2 | 12,6 | 1,5 | 0,3 | 18,3 |
| 1985/86       | Los Angeles Lakers | 72  | 70  | 35,8 | 0,526 | 0,233 | 0,871 | 5,9 | 12,6 | 1,6 | 0,2 | 18,8 |
| 1986/87       | Los Angeles Lakers | 80  | 80  | 36,3 | 0,522 | 0,205 | 0,848 | 6,3 | 12,2 | 1,7 | 0,4 | 23,9 |
| 1987/88       | Los Angeles Lakers | 72  | 70  | 36,6 | 0,492 | 0,196 | 0,853 | 6,2 | 11,9 | 1,6 | 0,2 | 19,6 |
| 1988/89       | Los Angeles Lakers | 77  | 77  | 37,5 | 0,509 | 0,314 | 0,911 | 7,9 | 12,8 | 1,8 | 0,3 | 22,5 |
| 1989/90       | Los Angeles Lakers | 79  | 79  | 37,2 | 0,480 | 0,384 | 0,890 | 6,6 | 11,5 | 1,7 | 0,4 | 22,3 |
| 1990/91       | Los Angeles Lakers | 79  | 79  | 37,1 | 0,477 | 0,320 | 0,906 | 7,0 | 12,5 | 1,3 | 0,2 | 19,4 |
| 1995/96       | Los Angeles Lakers | 32  | 9   | 29,9 | 0,466 | 0,379 | 0,856 | 5,7 | 6,9  | 0,8 | 0,4 | 14,6 |
| Gesamt        |                    | 906 | 870 | 36,7 | 0,520 | 0,303 | 0,848 | 7,2 | 11,2 | 1,9 | 0,4 | 19,5 |
| All-Star Game |                    | 11  | 10  | 30,1 | 0,489 | 0,476 | 0,905 | 5,2 | 11,5 | 1,9 | 0,6 | 16,0 |

### Playoffs
| Saison  | Team               | GP  | GS  | MPG  | FG%   | 3P%   | FT%   | RPG  | APG  | SPG | BPG | PPG  |
| ------- | ------------------ | --- | --- | ---- | ----- | ----- | ----- | ---- | ---- | --- | --- | ---- |
| 1979/80 | Los Angeles Lakers | 16  | 16  | 41,1 | 0,518 | 0,250 | 0,802 | 10,5 | 9,4  | 3,1 | 0,4 | 18,3 |
| 1980/81 | Los Angeles Lakers | 3   | 3   | 42,3 | 0,388 | 0,000 | 0,650 | 13,7 | 7,0  | 2,7 | 1,0 | 17,0 |
| 1981/82 | Los Angeles Lakers | 14  | 14  | 40,1 | 0,529 | 0,000 | 0,828 | 11,3 | 9,3  | 2,9 | 0,2 | 17,4 |
| 1982/83 | Los Angeles Lakers | 15  | 15  | 42,9 | 0,485 | 0,000 | 0,840 | 8,5  | 12,8 | 2,3 | 0,8 | 17,9 |
| 1983/84 | Los Angeles Lakers | 21  | 21  | 39,9 | 0,551 | 0,000 | 0,800 | 6,6  | 13,5 | 2,0 | 1,0 | 18,2 |
| 1984/85 | Los Angeles Lakers | 19  | 19  | 36,2 | 0,513 | 0,143 | 0,847 | 7,1  | 15,2 | 1,7 | 0,2 | 17,5 |
| 1985/86 | Los Angeles Lakers | 14  | 14  | 38,6 | 0,537 | 0,000 | 0,766 | 7,1  | 15,1 | 1,9 | 0,1 | 21,6 |
| 1986/87 | Los Angeles Lakers | 18  | 18  | 37,0 | 0,539 | 0,200 | 0,831 | 7,7  | 12,2 | 1,7 | 0,4 | 21,8 |
| 1987/88 | Los Angeles Lakers | 24  | 24  | 40,2 | 0,514 | 0,500 | 0,852 | 5,4  | 12,6 | 1,4 | 0,2 | 19,9 |
| 1988/89 | Los Angeles Lakers | 14  | 14  | 37,0 | 0,489 | 0,286 | 0,907 | 5,9  | 11,8 | 1,9 | 0,2 | 18,4 |
| 1989/90 | Los Angeles Lakers | 9   | 9   | 41,8 | 0,490 | 0,200 | 0,886 | 6,3  | 12,8 | 1,2 | 0,1 | 25,2 |
| 1990/91 | Los Angeles Lakers | 19  | 19  | 43,3 | 0,440 | 0,296 | 0,882 | 8,1  | 12,6 | 1,2 | 0,0 | 21,8 |
| 1995/96 | Los Angeles Lakers | 4   | 0   | 33,8 | 0,385 | 0,333 | 0,848 | 8,5  | 6,5  | 0,0 | 0,0 | 15,3 |
| Gesamt  |                    | 190 | 186 | 39,7 | 0,506 | 0,241 | 0,838 | 7,7  | 12,3 | 1,9 | 0,3 | 19,5 |

## Erfolge und Auszeichnungen

### Titel
- NCAA Division I Basketball Championship (Michigan State Spartans): 1979
- NBA Championships (Los Angeles Lakers): 1980, 1982, 1985, 1987, 1988
- Olympisches Gold (Dream Team): 1992

### Ehrungen
- NBA MVP: 1987, 1989, 1990
- NBA Finals MVP: 1980, 1982, 1987
- All-NBA First Team: 1983, 1984, 1985, 1986, 1987, 1988, 1989, 1990, 1991
- All-NBA Second Team: 1982
- NBA All-Star: 1980, 1982, 1983, 1984, 1985, 1986, 1987, 1988, 1989, 1990, 1991, 1992
- NBA All-Star MVP Award: 1990, 1992
- NBA All-Rookie First Team: 1980
- J. Walter Kennedy Citizenship Award: 1992
- All-American First Team: 1979
- Associated Press Most Outstanding Player Award: 1979
- 50 Greatest Players in NBA History: 1996
- Naismith Memorial Basketball Hall of Fame: 2002
- National Collegiate Basketball Hall of Fame: 2006
- Presidential Medal of Freedom: 2025[85]

## Werke
- Magic Johnson: My Life. Random House, 1992, ISBN 0-449-22254-3 (englisch).
  - Deutsch: Mein Leben: die Autobiographie des Dream-Team-Stars. München: Goldmann 1993, ISBN 3-442-42279-5
- Magic’s Touch: From Fundamentals to Fast Break With One of Basketball’s All-Time Greats. Addison-Wesley Pub. Co., Reading, Mass. 1992, ISBN 0-201-63222-5 (englisch).
- What You Can Do to Avoid AIDS. Times Books, New York 1996, ISBN 0-8129-2844-X (englisch).
  - Aktualisierte Version von Unsafe Sex in the Age of AIDS. Times Books, New York 1992, ISBN 0-8129-2063-5 (englisch).
  - Deutsch: Aids – was du tun musst, damit du es nicht kriegst, wenn du es tust. Hamburg: Carlsen 1993, ISBN 3-551-20420-9